# Dettifoss

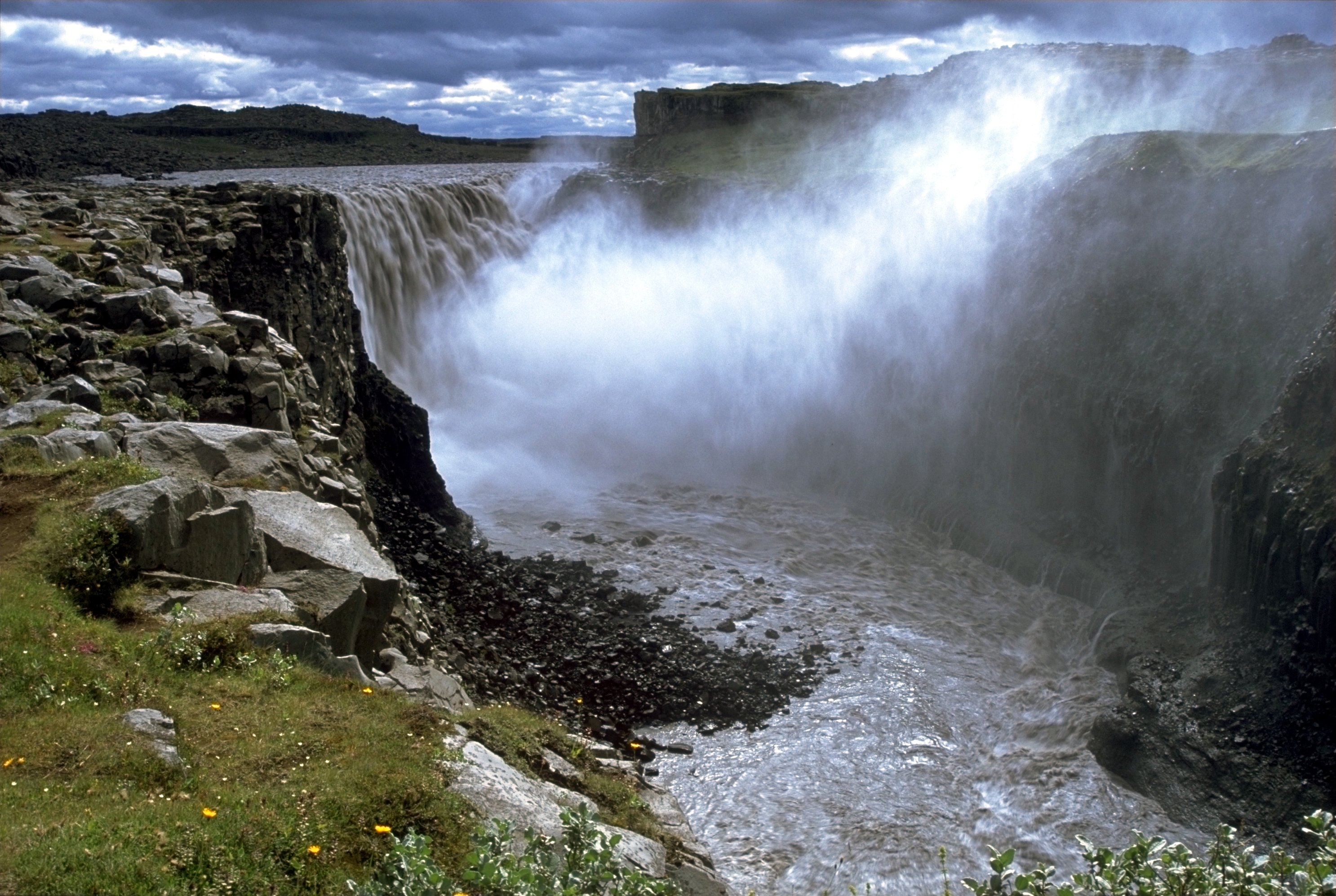
Vista de Dettifoss.

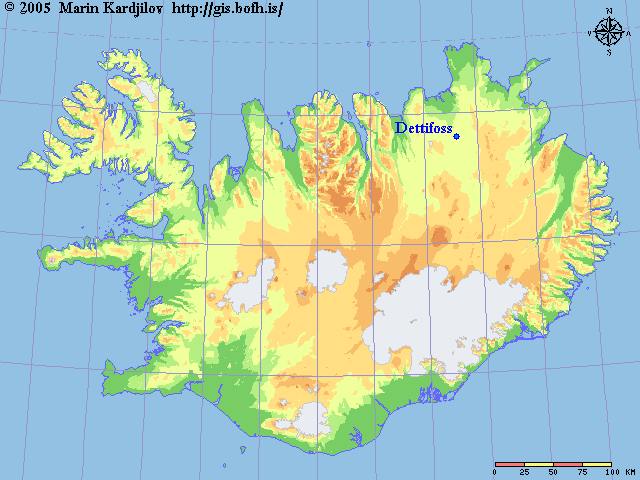
Ubicación de Dettifoss en el mapa de Islandia.

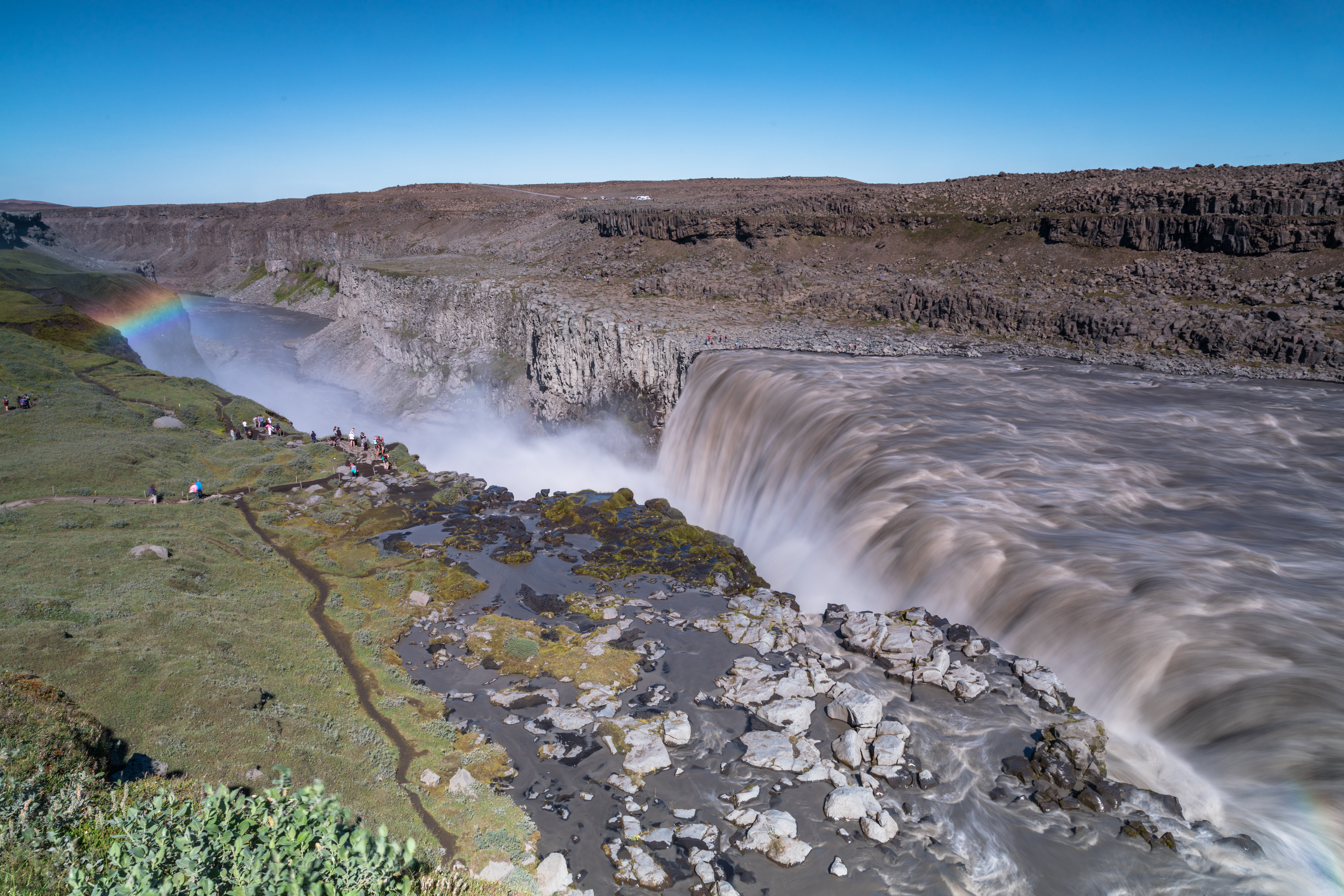
Dettifoss con columnas basálticas

Dettifoss es una cascada situada en el parque nacional Jökulsárgljúfur, al noreste de Islandia no lejos de Mývatn. 

## Características
Sus aguas provienen del río Jökulsá á Fjöllum, que nace en el glaciar Vatnajökull y recoge agua de una amplia cuenca. Está considerada la cascada más potente de Europa, con unos caudales medio y máximo registrado de 200 y 500 m³ por segundo, respectivamente, dependiendo de la estación y del deshielo glaciar. Tiene 100 metros de ancho y una caída de 44 m hasta el cañón Jökulsárgljúfur.